# A Era das Revoluções
A Era das Revoluções: Europa 1789–1848 (no original em inglês: The Age of Revolution: Europe 1789–1848) é um livro de história escrito pelo historiador britânico Eric Hobsbawm e lançado em 1962. Nesta obra o autor introduz o termo "Dupla Revolução" com o principal objetivo de analisar a Revolução Francesa de 1789 e sua contemporânea Revolução Industrial Inglesa, assim como impacto de ambas na sociedade até aos dias atuais. É o primeiro de uma trilogia de livros — incluindo A Era do Capital (1975) e A Era dos Impérios (1987) — que mapeiam a ascensão do capitalismo, e que tornaram-se obra definidora de seu período de estudo, o "longo século XIX", entre 1789 e 1914.
A Era das Revoluções é dividida em duas partes e 16 capítulos, como consta no sumário das primeiras páginas do livro.

## Conteúdo
Primeira Parte:
- Capítulo 1 O mundo na década de 1780
- Capítulo 2 A revolução industrial
- Capítulo 3 A Revolução Francesa
- Capítulo 4 A guerra
- Capítulo 5 A paz
- Capítulo 6 As revoluções
- Capítulo 7 O nacionalismo

Segunda Parte:
- Capítulo 8 A terra
- Capítulo 9 Rumo ao mundo industrial
- Capítulo 10 A carreira aberta ao talento
- Capítulo 11 Os trabalhadores pobres
- Capítulo 12 A ideologia religiosa
- Capítulo 13 A ideologia secular
- Capítulo 14 As artes
- Capítulo 15 A ciência
- Capítulo 16 Conclusão: rumo a 1848